# Lavoro interinale
Il lavoro interinale (dal latino ad interim, "provvisorio"), nel diritto del lavoro in Italia, è stato un tipo di rapporto di lavoro temporaneo vigente in Italia sino al 2003. 
Introdotto nel 1997 dal pacchetto Treu, è stato poi abrogato e sostituito dalla somministrazione di lavoro introdotta dalla legge Biagi.

## Storia
Il mercato del lavoro italiano era in origine sottoposto al regime del sistema di collocamento pubblico obbligatorio gestito dallo Stato. Tale regime era regolato dalla legge 29 aprile 1949, n. 264, tutelando tale monopolio con sanzioni penali; ad esempio l'art. 11, al primo comma, vietava l'esercizio della mediazione tra offerta e domanda di lavoro subordinato, anche quando tale attività era svolta gratuitamente. L'art. 1, primo comma, della legge 23 ottobre 1960, n. 1369, poi vietava la mediazione e l'interposizione nei rapporti di lavoro; l'inosservanza di questa norma comportava, in particolare, l'applicazione di pesanti sanzioni penali. Il divieto dell'attività di collocamento privata e della mediazione di lavoro interinale aveva un carattere pubblicistico, ed era posto a tutela dei lavoratori e dell'economia nazionale.
Tale regime era però in contrasto con gli articoli 82 e 86 del Trattato della Comunità Europea, poiché secondo la giurisprudenza comunitaria qualificava gli uffici pubblici di collocamento come attività di impresa, soggetta agli obblighi di libera concorrenza, anche se svolgono attività nell'interesse economico generale, e in quanto titolari di un monopolio legale, di un servizio di collocamento in esclusiva, come posizione dominante in un mercato comune.
Tale posizione dominante venne considerata illegittima e anticoncorrenziale sanzionando l'Italia per aver creato delle limitazioni e delle storture nel mercato del lavoro, poiché si mostrava palesemente inadeguata e non in grado di soddisfare la domanda di lavoro, non consentendo ai privati di svolgere la medesima attività.
Con l'inizio delle privatizzazioni in Italia, nel 1993 un imprenditore statunitense Charles Edward Hollomon fondò a Marghera l'agenzia Spider Service, prima vera e propria agenzia interinale avente per oggetto specifico l'intermediazione lavorativa ad interim, la prima del suo genere in Italia.
L'idea dell'imprenditore, grazie alla sua esperienza statunitense, fu quella di introdurre un'agenzia ad hoc che, con un sofisticato sistema contrattuale si occupava esclusivamente di far incontrare domanda ed offerta nel mercato del lavoro, disponendo di book fotografici dei vari candidati. In brevissimo tempo l'agenzia di Hollomon contava in Veneto più di 200.000 curricula e dava lavoro a migliaia di persone. Perseguitato dalla giustizia italiana, l'imprenditore dovette chiudere l'attività. Prima dell'approvazione della legge che porta il suo nome, in un faccia a faccia televisivo con Hollomon, il Ministro Treu definì illegale questo nuovo modo di lavorare.
Le agenzie per il lavoro operanti in Italia, disciplinate dalla legge Biagi, sono più di 100. Nel 2014 gli occupati tramite Agenzie mediamente per mese sono oltre 298.556, in aumento dell'8,7% rispetto a un anno prima. A gennaio 2023 il monte retributivo dei lavoratori in somministrazione aumenta nella misura del +5,8% rispetto allo stesso mese del 2022: gli occupati tramite Agenzie mediamente per mese sono oltre 482.600, di cui  133.801 a tempo indeterminato..
L'Adecco (fondata nel 1996 in Svizzera da Klaus Johann Jacobs) è la prima agenzia per il lavoro per fatturato in Italia con oltre 1 miliardo di euro annui.
Altro colosso aziendale in materia di lavoro interinale è la ManpowerGroup Inc., società fondata nel 1948 negli Stati Uniti d'America, la quale raggiunge un fatturato annuale su scala internazionale di 22 miliardi di dollari.
Per ottenere l'autorizzazione ad esercitare l'attività di intermediazione del lavoro è necessario avere un capitale sociale interamente versato di Euro 50.000.

## Configurazione del contratto di lavoro
Il lavoro interinale coinvolgeva tre figure:
1. la persona che cerca lavoro (lavoratore),
2. l'impresa che lo richiede (azienda utilizzatrice),
3. l'azienda di lavoro interinale che si pone come intermediaria tra la 1ª e la 2ª figura.

Con l'introduzione del concetto di somministrazione di lavoro, che ha sostituito il lavoro interinale, l'azienda di lavoro interinale è diventata "agenzia per il lavoro". Rimane in ogni caso valido lo schema precedente: il rapporto di lavoro in questione non è fra due agenti (datore e lavoratore) ma fra tre (somministratore - in questo caso agenzia per il lavoro -, lavoratore, azienda). Diversamente dal lavoro interinale, la somministrazione tramite i Contratti collettivi di lavoro è stata estesa dalle imprese private anche alle Pubbliche amministrazioni.
Sia l'ex lavoro interinale che la somministrazione di lavoro consentono alle aziende di stipulare un contratto di fornitura di manodopera con agenzie specializzate, in grado di fornire in tempo reale, e solo per il periodo necessario, le professionalità richieste. Il lavoratore dipende giuridicamente dalle aziende fornitrici, e da queste viene retribuito, ma funzionalmente presta il suo lavoro presso altre aziende che hanno bisogno di professionalità per periodi di tempo limitato.
Il singolo impiego presso il committente si chiama missione (del lavoratore). Mentre però il lavoro interinale poteva essere solo a tempo determinato, nel caso di somministrazione di lavoro l'assunzione dell'impresa fornitrice poteva, sino al 2007, essere sia a tempo determinato che a tempo indeterminato.
Nel secondo caso (definito "staff leasing", formula che richiama la modalità di finanziamento usualmente utilizzata dalle imprese per l'acquisto dei beni strumentali necessari all'attività aziendale), in genere meno frequente, il prestatore di lavoro per i periodi nei quali non viene utilizzato resta a disposizione dell'impresa fornitrice ed ha diritto a percepire un'indennità mensile di disponibilità.
Le assunzioni a tempo indeterminato riguardavano i profili professionali più richiesti dal mercato del lavoro ed in genere si trattava di figure lavorative storiche come ad esempio: meccanici, idraulici, personale amministrativo-contabile, informatici, venditori.
La legge ha equiparato, quanto a trattamento retributivo, i prestatori di lavoro temporaneo ai dipendenti di pari livello impiegati presso l'impresa utilizzatrice, norma riportata anche nelle somministrazioni.

### Pregi e difetti
La legislazione in questo senso dovrebbe tutelare maggiormente gli interessi del lavoratore (parte debole) che quelli delle agenzie di lavoro, che si sono aggiunte agli uffici di collocamento pubblici (ora denominati Centri per l'impiego), e comunque di una funzione di pubblica utilità. L'efficienza che una gestione privatistica può introdurre in tema di collocamenti deve essere abbinata da una legislazione più vincolistica, e garantista nei confronti del lavoratore, che si rende necessaria laddove sorge un elemento di profitto, e un potenziale conflitto di interessi fra gli obiettivi dell'agenzia e quelli del lavoratore, assente e\o non dichiarato con una gestione pubblica.

### Rischio d'impresa e costo del lavoro
La legislazione imponeva un trattamento retributivo (salario base, contributi, malattia, CCNL di riferimento etc.) paritetico fra lavoratore interinale e lavoratore subordinato, per evitare che l'agenzia interinale si trasformasse da un'opportunità di collocamento ad uno strumento per abbassare il costo del lavoro (art. 4, legge 196 del 24 giugno 1997), indipendentemente dal tipo di contratto, a termine o a tempo indeterminato, che il lavoratore ha con l'agenzia interinale. La normativa fissava in due anni la durata massima che un lavoratore può passare in "missione" presso un cliente.
Diversamente, una società sarebbe stata incentivata a non assumere dipendenti e rivolgersi ad un'agenzia interinale, per non correre un rischio d'impresa legato all'avere una manodopera come costo fisso non evitabile. Mediante lo staff leasing potrebbe ora cedere dei propri dipendenti ad una ad agenzia di lavoro, per non doverli pagare nei periodi di vuoto lavoro, o nei quali l'azienda ha esigenza di ridurre l'organico.
Sempre volto ad una stabilizzazione dei lavoratori interinali, era il divieto alle agenzie di opporsi alla loro assunzione presso un cliente, anche prima della scadenza del contratto che questo aveva in essere con la stessa agenzia.
Un'impresa poteva rivolgersi ad un'agenzia interinale per un contratto pluriennale di appalto, per non dover assumere dei propri lavoratori a tempo indeterminato, dopo reiterati rinnovi di contratti a termine, prevedendo di non avere necessità di nuovo organico alla conclusione del progetto in essere.

## Lavoro interinale e consulenza
Il lavoro interinale era estendibile a tutti i settori privati e i tipi di mansioni. Per mansioni impiegatizie o dirigenziali, non legate al lavoro manuale o meramente esecutivo, il mercato della consulenza avverte la concorrenza delle Agenzie per il Lavoro attraverso le loro divisioni dedicate per la Ricerca e Selezione.

## Norme relative al trasferimento d'azienda
In caso di esternalizzazione, il lavoratore interinale aveva i medesimi diritti e tutele applicabili agli altri tipi di contratti.
La Direttiva 2001/23/CE, art. 1, vieta agli Stati membri di escludere il lavoro interinale dai rapporti di lavoro ai quali si applicano il diritto al mantenimento degli obblighi e delle condizioni di lavoro presso l'azienda cedente.
La normativa italiana non obbliga, ad esempio, a seguito di una gara d'appalto, indetta da un ente pubblico o da un'impresa e vinta da diversa azienda, per dipendenti della stessa o gli interinali, a rinnovare i contratti di lavoro in essere, prima di fare nuove assunzioni. La tematica non è regolata per via legislativa, ma demandata alla concertazione fra le parti sociali, durante i rinnovi dei CCNL nazionali di categoria.